# Lester Thurow
Lester Thurow (ur. 7 maja 1938 w Livingston, Montana, zm. 25 marca 2016 w Westport Massachusetts) – amerykański ekonomista, doradca ekonomiczny w gabinecie prezydenta USA, pracownik naukowy MIT Sloan School of Management (gdzie pełnił funkcję dziekana), autor tekstów ekonomicznych dla "New York Timesa" i "Newsweeka".
Doktorat otrzymał w 1964 na Harvard University, działał w biznesie, stał się znany dzięki publikacjom na temat globalizacji i rewolucji postindustrialnej. W swoich pracach porównywał gospodarki USA, Europy i Japonii. Jego najbardziej znana książka to Przyszłość kapitalizmu (wyd. polskie 1999).